# Jamyang Jamtsho Wangchuk
Jamyang Jamtsho Wangchuk – bhutański aktor i producent filmowy. Pochodzi z arystokratycznej rodziny. Jest synem bhutańskiego dyplomaty.
Zadebiutował w roku 1997 w filmie Siedem lat w Tybecie, w którym wystąpił w roli 14-letniego Dalajlamy. Za tę rolę był nominowany do nagrody YoungStar Award. W roli 8-letniego Dalajlamy wystąpił jego młodszy brat Sonam.

## Filmografia

### Aktor
- 1997: Siedem lat w Tybecie[1]
- 2013: Gyalsey – the legacy of a prince[3]
- 2015: Gyalsey – the legacy of a prince (reedycja)[4]
- 2015: Cooper's Mountain (dokumentalny)
- Kushuthara: Pattern of Love[5]

### Producent
- 2013: Gyalsey – the legacy of a prince[3]
- 2015: Gyalsey – the legacy of a prince (reedycja)[4]

### Muzyka
- 2004: What Remains of Us(inne języki) (tytuł alternatywny: Ce Qu'il Reste de Nous – dokumentalny)[6]